# Oružane snage Belizea
Oružane snage Belizea odgovorne su za zaštitu suverenosti zemlje.
Godine 2005., Belize je potrošio 1,2 milijuna dolara na vojsku, što čini 1,87% bruto domaćeg proizvoda (BDP).

## Povijest
Vojska Belizea datira iz 1817., kada je osnovana vojna postrojba "Prince Regent Royal Honduras Militia" iz koje se razvila "Dobrovoljačka garda Belizea", kao dio Britanske teritorijalne vojske. Sadašnje Oružane snage Belizea nastale su 1978. godine.
Nakon što je Belize ostvario neovisnost od Velike Britanije 1981., vojska je služila održavanju neovisnosti. Gvatemala je Belize smatrala svojim teritorijem do 1991. godine, a britanska vojska napustila je Belize tek 1994. godine. Britanci su zadržali prisutnost preko britanske vojne obuke i postrojbe za potporu Belizea (BATSUB) te zračnih snaga do 2011., kada su posljednje britanske snage napustile Belize, ali su ostali savjetnici.

## Organizacija
Oružane snage Belizea sastoje se od:
- Tri pješačke bojne,[2]
- tri rezervne grupacije,
- jedne grupacija za podršku
- te od Zračnih snaga.

Policija ima 1200 časnika i 700 civilnoga osoblja (2008). Godine 2012., bilo je 40 pripadnika britanskoga vojnoga osoblja u Belizeu. 